# Shigesato Itoi

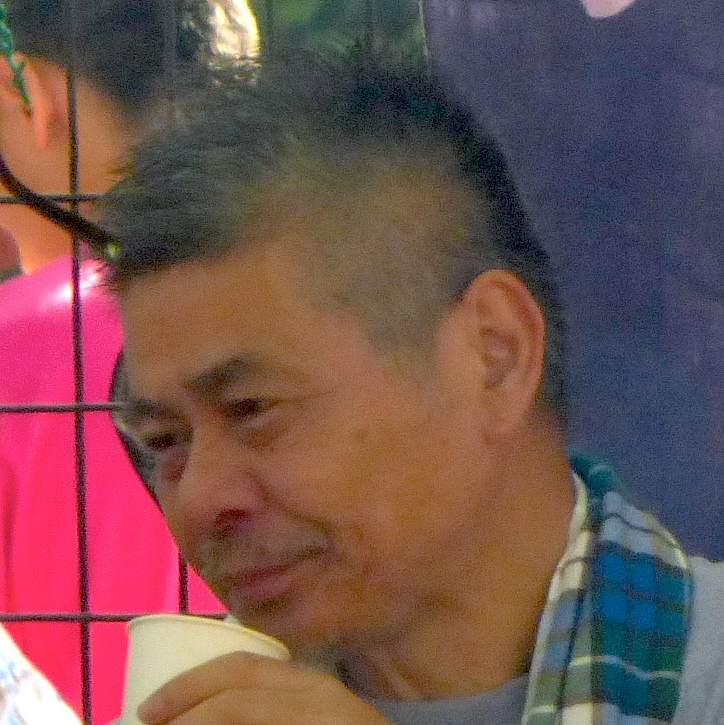
Shigesato Itoi, 2015

Shigesato Itoi (japanisch 糸井 重里 Itoi Shigesato; * 10. November 1948 in Maebashi) ist ein japanischer Texter, Essayist, Lyriker, Spieleentwickler und Schauspieler. Itoi ist Chefredakteur seiner Website und seines Unternehmens Hobo Nikkan Itoi Shinbun („Almost Daily Itoi Newspaper“). Außerhalb Japans ist er vor allem für seine Arbeit an der Mother/EarthBound-Reihe von Nintendo sowie für sein selbstbetiteltes Bass-Fishing-Videospiel bekannt.

## Leben und Karriere
In den 1980er Jahren etablierte Itoi den Beruf des Werbetexters in der japanischen Öffentlichkeit. 1981 veröffentlichte er gemeinsam mit dem Schriftsteller Haruki Murakami eine Sammlung von Kurzgeschichten mit dem Titel Yume de Aimashou („Treffen wir uns im Traum“). Später widmete sich Itoi dem Schreiben von Essays, Liedtexten und der Entwicklung von Videospielen. Außerhalb Japans ist er vor allem für Nintendos Earthbound bekannt, das 1994 in Japan (als Mother 2: Giygas Strikes Back) und 1995 in Nordamerika veröffentlicht wurde. 1997 begann Itoi, das Internet zu nutzen und kaufte seinen ersten Macintosh. 1998 gründete er die Website und das Unternehmen Hobo Nikkan Itoi Shinbun („Almost Daily Itoi Newspaper“), das heute den Mittelpunkt seiner Tätigkeit bildet. Unter dem Motto „Gute Laune schaffen“ wird die Website seit 15 Jahren täglich aktualisiert, mit Itois Essays über Lebensstil, Interviews und Artikeln sowie dem Verkauf von Merchandise-Artikeln. Er spricht über seine Haushunde und seine Interviews mit Künstlern, Handwerkern, Geschäftsleuten usw., in denen es meist um philosophische Fragen geht. Itoi ist Mitautor mehrerer Bücher, die auf diesen Interviews basieren und in denen er eine Reihe von langen Gesprächen z. B. mit dem Neurologen Yūji Ikegaya darüber führt, wie man als Mensch in der Welt lebt. Bücher, die Itois frühere Essays auf der Titelseite der Website sammeln, sind ebenfalls käuflich zu erwerben.
Itoi hat Satsukis Vater, Tatsuo Kusakabe, in der japanischen Originalfassung des Studio-Ghibli-Films Mein Nachbar Totoro von 1988 gesprochen. Er war Jurymitglied in mehreren Episoden der japanischen Fernsehshows Iron Chef und Hey! Spring of Trivia. Sein Schauspieldebüt gab er 2010, als er in der Verfilmung von Haruki Murakamis Norwegian Wood die Rolle eines Professors spielte. Itoi gründete das Unternehmen Ape, Inc., um externen Entwicklern die Möglichkeit zu geben, Spiele für Nintendo zu entwickeln. Er war der Schöpfer der Mother-Serie. Beim ursprünglichen Mother für das Famicom war er Lead Designer, Autor und Regisseur; bei EarthBound für das SNES war Itoi Produzent, Regisseur und Autor, während er bei Mother 3 für den Game Boy Advance die Geschichte schrieb. Itoi war an dem Haustiersimulator-Videospiel Cabbage beteiligt, das nach Jahren der Entwicklungshölle gecancelt wurde.
Itoi behauptet, dass der finale Kampf von EarthBound mit Giygas durch den Shintoho-Film The Military Policeman and the Dismembered Beauty inspiriert wurde, den er als Kind zufällig gesehen hat. Die Szene, die ihn zum Kampf inspirierte, war eine Szene, in der eine Frau ermordet wird, was er fälschlicherweise für eine Vergewaltigung hielt.
Itoi hat gesagt, dass er an einem vierten Titel der Serie nicht beteiligt sein würde. Itois Arbeiten haben andere Spiele und Medien beeinflusst, darunter Undertale, Lisa: The Painful RPG und andere. Shigesato Itoi arbeitete mit Nintendo zusammen, um Haramaki mit Videospielmotiven zu entwerfen. Itoi ist ein begeisterter Monopoly-Spieler und Präsident der Japan Monopoly Association (日本モノポリー協会, Nihon Monopoly Kyōkai). Er nahm auch an den Monopoly-Weltmeisterschaften 1992 teil und belegte den achten Platz. Itois Videospielentwicklungsfirma Ape, Inc. entwickelte zwei Monopoly-Spiele für das Super Famicom, wobei Itoi als Produzent fungierte. Diese Versionen von Monopoly wurden außerhalb Japans nicht veröffentlicht und boten ein eher rollenspielartiges Erlebnis.
Itoi brachte ein Fotoerstellungstool namens „Dokonoko“ auf den Markt, das speziell für die Verwendung mit Haustieren konzipiert ist. Es wurde als „Instagram für Haustiere“ bezeichnet. Dokonoko ist vor allem für einen bestimmten japanischen Labrador Retriever namens Corky bekannt, der wegen der abnormalen Länge seiner Zunge Schlagzeilen machte. Itoi wurde am 10. November 1948 geboren und wuchs in Maebashi, Gunma, auf. Er war ein starker Raucher, bis er 2002 damit aufhörte. Itoi ist seit 1993 mit der Schauspielerin Kanako Higuchi verheiratet.

## Rollen (Auswahl)

### Anime
- 1988: Tasuo Kusakabe in Mein Nachbar Totoro

### Filme
- 2010: Professor in Naokos Lächeln

## Spiele mit seiner Beteiligung
| Spiel                              | Jahr             | Konsole            | Itois Rolle                    |
| ---------------------------------- | ---------------- | ------------------ | ------------------------------ |
| Mother                             | 1988             | Famicom/NES        | Director, Gamedesigner, Writer |
| Monopoly                           | 1993             | Super Famicom/SNES | Producer                       |
| Earthbound                         | 1994             | Super Famicom/SNES | Director, Producer, Writer     |
| The Monopoly Game 2                | 1995             | Super Famicom/SNES | Supervisor                     |
| Itoi Shigesato no Bass Tsuri No. 1 | 1997             | N64                | Supervisor                     |
| Mother 3                           | 2006             | Gameboy Advance    | Director                       |
| Cabbage                            | nicht erschienen | N64                | Designer                       |